# Рододендровый щур
Рододендровый щур (лат. Carpodacus subhimachalus) — вид птиц из семейства вьюрковых (Fringillidae).

## Описание
Рододендровый щур достигает длины 19—20 см и массы 44—50 г. У самцов лоб, лицо, горло, верхняя часть груди и надхвостье ярко-красного цвета. Остальное оперение преимущественно коричневого цвета. Через глаза идут коричневые полосы. На брюхе и подхвостье тёмно-коричневые полосы. Кроющие перья крыльев коричневые со светлыми краями, маховые перья коричневые с узкими охристыми краями. Хвост тёмно-коричневый, рулевые перья со светлыми краями. Радужная оболочка красновато-коричневая, клюв тонкий, острый, черновато-коричневый, ноги черноватые. У самок серое брюхо и оливково-золотистая окраска. У молодых особей окраска такая же, как у самок. Только на второй год жизни самцы наливаются алым цветом.
Песня этой птицы — красивые свист и щебетание, у самок оно чуть тише, чем у самцов.
В кладке четыре яйца тёмно-синего цвета с кирпичного цвета крапинками.

## Распространение
Рододендровый щур распространён в Азии — от Непала, севера Бирмы, Бутана и Тибета до провинции Сычуань в Китае.